# Laurent Butty
 (février 2022).
Laurent Butty, né le 3 juillet 1925 (originaire de Rueyres-les-Prés et Ursy) et mort le 11 décembre 1990 à Fribourg, est une personnalité politique suisse, membre du Parti démocrate chrétien. 
Il est conseiller national de 1971 à 1987 et président du Conseil national en 1981.

## Études
- École secondaire à Romont
- Collège Saint-Michel à Fribourg
- Maturité à l'Abbaye d'Einsiedeln
- Faculté de droit de l'Université de Fribourg, licence en 1948
- Brevet d'avocat en 1953

## Carrière professionnelle
- Greffier adjoint au Tribunal cantonal
- Chef de service de la direction cantonale de l'intérieur
- Préfet de la Sarine de 1957 à 1976
- Étude d'avocat conseil

## Carrière politique
- Conseiller national de 1971 à 1987
- Président du groupe parlementaire démocrate chrétien des Chambres fédérales de 1976 à 1980
- Président du Conseil national et, par conséquent, de l'Assemblée fédérale en 1981/82.
- Président du Comité d'organisation du 500e anniversaire de l'entrée de Fribourg dans la Confédération (1481-1981)
- Membre de l'Assemblée parlementaire du Conseil de l'Europe de 1982 à 1988, il préside la délégation suisse pendant deux ans.